# عبدالرحمن بیسواس
عبدالرحمن بیسواس (بنگالی: আবদুর রহমান বিশ্বাস؛ زادهٔ ۱ سپتامبر ۱۹۲۶ – درگذشته ۳ نوامبر ۲۰۱۷) یک سیاست‌مدار اهل بنگلادش بود. وی از ۱۰ اکتبر ۱۹۹۱ تا ۹ اکتبر ۱۹۹۶ رئیس‌جمهور این کشور بود.
عبدالرحمن بیسواس در ۳ نوامبر ۲۰۱۷ در سن ۹۱ سالگی درگذشت.